# أحمد قنديل
أحمد صالح قنديل (1911- 1979)، رائد من رواد الأدب والصحافة في السعودية، وشاعر حداثي من مواليد الحجاز. كان حليفاً لتيار حمزة شحاتة الشعري. اشتهر بكتاباته الساخرة وبشعره الشعبي المنظّم باللهجة الحجازية الدارجة، وبكتابته للحلمنتيشيات والقناديل.

## نشأته وثقافته
نشأ أحمد قنديل في بيت والده صالح أحمد قنديل أحد أشهر المقرئين بمدرسة الفلاح، وأحد أبرز المأذونين الشرعيين في جدة، مما جعل أحمد قنديل ينشأ نشأة دينية سليمة. عندما بلغ أحمد قنديل السابعة التحق بمدرسة الفلاح. وكان لأحمد قنديل ميول ثقافية صقلها منذ صغره بالقراءة والمطالعة في الأدب والتاريخ واللغة العربية العربية، كما قرأ لبعض أعلام الغرب مثل: شكسبير، وبايرون، وجيته، وموليير، ونيتشه وغيرهم. كما كان يتابع بحرص دائم الحركات الأدبية في مصر والمهجر ويلم بإنتاج أدبائهم. كما حاول أحمد قنديل دراسة اللغة الإنجليزية بعد كبره فالتحق بأحد المعاهد أثناء وجوده في مصر، وكان يحاول ترجمة بعض القصص من الإنجليزية غلى العربية. ومن الأمور التي أثّرت في شخصية أجحمد قنديل الثقافية الرحلات والأسفار ومن الجهات التي قصدها: (مصر، بيروت، أوروبا، اليونان، إيطاليا، سنغافورة، الصين).

## وظائفه
- معلم في مدرسة الفلاح.
- رئيس تحرير جريدة صوت الحجاز.
- رئيس وكلاء مطوفي الجاوة الأندونيسيين في مكتب نور جوخدار.
- عمل في إدارة المطبعة العربية.
- كاتب ومحاسب في فندق جدة.
- عمل محررًا في ديوان الأوراق.
- مدير قسم تحقيق الضرائب المباشرة وجبايتها (تتبع هذه الجهة مالية مكة المكرمة).
- رئيس ديوان التحرير في وزارة المالية.
- مدير لفرع إدارة الحج بجدة.
- مدير عام شؤون الحج وظل في هذه الوظيفة حتى أحيل للتقاعد.

وإلى جانب ذلك كان له بعض النشاطات التجارية (في مجال الثقافة والإعلام) في مصر ولبنان.

## من آثاره
- كما رأيتها (يوميات) القاهرة: 1366هـ/1947م.
- الأبراج (شعر) بيروت: دار المكشوف، 1370هـ/1951م.
- الأصداء (شعر) بيروت: دار المكشوف، 1370هـ/ 1951م.
- أغاريد (شعر) بيروت دار المكشوف، 1372هـ/ 1953م.
- نار (شعر) جدة: مؤسسة قنديل، 1387هـ/ 1967م.
- شمعتي تكفي (شعر) ط2، بيروت: أدفا، 1393هـ/ 1973م.
- قريتي الخضراء (شعر) الرياض: شركة مطابع الجزيرة 1393هـ/ 1973م.
- أبو عرام والبشكة. جدة: مؤسسة قنديل، 1397هـ/ 1977م.
- الراعي والمطر (شعر) جدة: مؤسسة القنديل، 1397هـ/ 1977م.
- قاطع الطريق (قصة شعرية) الرياض: مطابع اليمامة، 1397هـ/ 1977م.
- أوراقي الصفراء (شعر) جدة: مؤسسة قنديل، 1397هـ/ 1976م.
- عروس البحر.. حلاوة – جدة : مؤسسة قنديل، 1397هـ/ 1977م.
- عروس البحر.. نقاوة – جدة: مؤسسة قنديل، 1398هـ/1978م.
- اللوحات (شعر) جدة: مؤسسة قنديل، 1398هـ/ 1978م.
- الجبل الذي صار سهلاً – جدة: تهامة، 1400هـ/ 1980م.
- الأصداف (شعر) جدة: تهامة 1401هـ/ 1981م.
- نقر العصافير (شعر ) جدة: تهامة، 1401هـ/ 1981م.
- مكتي.. قبلتي (شعر: وشعراء) إعداد واختيار - الرياض - دار الرفاعي - 1403هـ/ 1983م.
- المركاز (شعر شعبي) القاهرة: مطبعة المدني (د.ت) ج1.
- المركاز (شعر شعبي) القاهرة: مطبعة المدني (د.ت)، ج2.[3][7]
- أبو عرّام والبشكة.[8]

## شعبيته
كان أحمد قنديل رجلاً شعبياً بمعنى الكلمة أو ابن البلد كما يقول عامة الناس؛ لأنه ولد في بيئة شعبية وبيت قنديل الذي ولد وتربى فيه في العلوي من محلة اليمن - كان هذا البيت من منازل جدة القديمة، وكانت أسرة آل قنديل جميعها تسكن فيه؛ لذا سماه أحمد قنديل القربة؛ لكثرة ساكنيه من آل قنديل، ويقع البيت في وسط حي شعبي مشهور يحيط به سوق العلوي المشهور والذي يؤدي إلى باب مكة كما تحيط به بيوت شعبية للطبقة الوسطى من المجتمع التي عاش قنديل بينها والتي ذكرها قنديل في شعره بشكل صادق وجميل، وكان أبوه صالح قنديل من أشهر المقرئين والمأذونين وكان خفيف الظل سريع البديهة أنيس المجلس وقد أخذ عنه ابنه أحمد هذه الصفات والحضور مما زاد من شعبيته إلى جانب اتصاله بعالم الصحافة فعندما كتب فيها وانتقل إلى مكة المكرمة أصبح مشهورًا في تلك البيئة الشعبية فأصبحوا يطلقون عليه لقب الأستاذ، وقد تميز قنديل بنظم الشعر الفكاهي أو الضاحك معتمدًا على مهاراته وشعبيته.

## وفاته
توفي في عام 1399هـ. «وقامت بلدية جدة بإطلاق اسمه على الشارع المؤدي إلى منزله بجدة تخليداً لذكراه».

## وصلات خارجية
- أحمد قنديل شاعر يستحق التبجيل